# カルノー (戦艦)
| 後檣を単脚檣に更新後のカルノー | |
| 艦歴                           | |
| 発注                           | トゥーロン海軍造船所 |
| 起工                           | 1890年9月10日 |
| 進水                           | 1894年7月12日 |
| 就役                           | 1897年6月25日 |
| 退役                           | 1914年4月1日 |
| 除籍                           | 1919年10月30日 |
| その後                         | 1920年6月、荒天により沈没 |
| 前級                           | シャルル・マルテル |
| 次級                           | ジョーレギベリ |
| 性能諸元                       | |
| 排水量                         | 常備：11,954トン、満載：-トン |
| 全長                           | 116.0m 114.0m（水線長） |
| 全幅                           | 22.0m |
| 吃水                           | 8.8m |
| 機関                           | ラグラフ・ダル式石炭専焼水管缶24基 +アンドル式直立型三段膨張式レシプロ機関2基2軸推進 |
| 最大出力                       | 15.000hp |
| 最大速力                       | 18ノット |
| 航続距離                       | 10ノット/3,000海里（石炭：680トン） |
| 乗員                           | 625～647名 |
| 兵装                           | Model 1887 30.5cm（40口径）単装砲2基 Model 1887 27cm（45口径）単装砲2基 Model 1889-91 14cm（45口径）単装速射砲8基 Model 1891 6.5cm（50口径）単装速射砲4基 オチキス 47mm機砲18基 45cm水中魚雷発射管単装4基 |
| 装甲                           | 舷側：275～400mm（水線面主装甲） 甲板：68mm（水平面） 主砲防盾：3700mm（前盾） 副砲塔：100mm（前盾） バーベット：-mm                                                                                      |

カルノー (Carnot) は、フランス海軍が建造した前弩級戦艦であるが、フランス海軍では依然として「艦隊装甲艦」と呼称しており装甲艦とは区別していない。当時のフランス海軍は1890年海軍計画をかかげ、主力艦24隻を配備するべく10年間で10隻の戦艦の建造を開始していたもので、本艦はその2隻目であった。この整備計画の特色は、船体サイズや主砲・副砲の数や速力は近似するものの各艦別々の設計者による競争設計を採っていることである。そのため、各艦ごとに外観は異なっていた。同型艦はない。

## 艦形

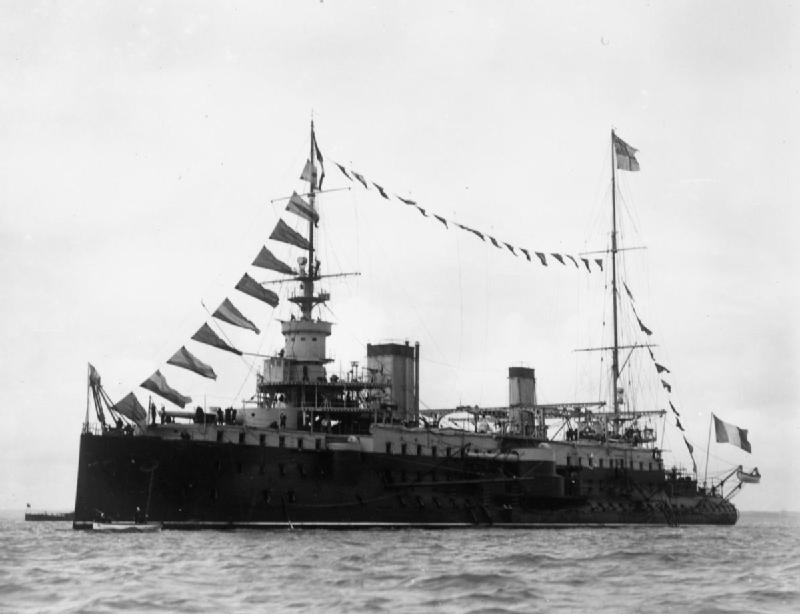
1905年に撮られた本艦

船体形状は前弩級戦艦「ブレニュス」よりも特徴的なタンブル・ホーム型船体となっている。これは、水線部から上の構造を複雑な曲線を用いて引き絞り、船体重量を軽減する船体方式で、他国では帝政ロシア海軍やドイツ海軍、アメリカ海軍の前弩級戦艦や巡洋艦にも採用された。外見上の特徴として水線下部の艦首・艦尾は著しく突出し、かつ舷側甲板よりも水線部装甲の部分が突出するといった特徴的な形状をしている。このため、水線下から甲板にあがるに従って船体は引き絞られ甲板面積が小さくなっている。これは、備砲の射界を船体で狭められずに広い射界を得られることや、当時の装甲配置方式では船体の前後に満遍なく装甲を貼る「全体防御方式」をとるために、船体が短くなればその分だけ装甲を貼る面積が減り、船体の軽量化ができるという目的から採られた手法である。
ほぼ垂直に切り立った艦首から艦首甲板に30.5cm単装主砲塔が1基搭載され、司令塔を組み込んだ艦橋からは直径の太いミリタリーマストが立つ。ミリタリーマストとは太いマストの中に螺旋階段を設置し、そのマストの上部あるいは中段に軽防御の見張り台を配置し、そこに37mm～47mmクラスの機関砲(速射砲)を装備した物である。当時は水雷艇による奇襲攻撃を迎撃するため、遠くまで見張れる高所に対水雷艇撃退用の速射砲あるいは機関砲を置いていた。
本艦のミリタリーマストは前部と後部に一つずつあった。前部ミリタリーマストは頂部に二層式の見張り台を設け、中段に47mm単装速射砲を1基ずつ計4基を配置した。後部ミリタリーマストも同形式で前後4基ずつ計8基の速射砲を配置した。前部ミリタリー・マストの背後には二本の煙突が立つが、1番煙突の断面は四角形で、2番煙突は小判型である。
艦橋の後部から、煙突を挟んで後部ミリタリーマストに至るまで甲板が一段分高くなっている。2番煙突の後方には艦載艇の運用のためにガントリー･クレーンが片舷1基ずつ計2基が配置され、2本煙突の周囲が艦載艇置き場となっていた。通風筒の背後に後部ミリタリー・マストが立ち、その後方に30.5cm単装主砲塔が後向きに1基配置された。また、甲板一段分下がった舷側には、27cmという大口径の単装副砲塔が船体中央部に片舷1基ずつ計2基置かれ、27cm副砲塔を囲むように14cm単装砲塔が前後に2基ずつと前後ミリタリー・マストの左右に1基ずつで片舷4基計8基が配置された。この配置により艦首尾線方向に最大30.5cm砲1門、27cm砲2門、14cm砲4門が指向できた。また左右方向には最大30.5cm砲2門、24cm砲1門、14cm砲4門が指向でき、強力な火力を誇っていた。
竣工後に後部ミリタリー･マストは重量軽減のために撤去され、代わりに後檣は簡素な単脚式に更新された。

## 艦歴
1890年9月10日起工。元は勝利の組織者と呼ばれるフランス革命戦争時の政治家の名をとって「ラザール・カルノー（Lazare Carnot）」という艦名であったが、1894年6月に大統領サディ・カルノーが暗殺されたため、両者の名を取る形で「カルノー」と改められた。1894年7月12日進水。1897年6月25日就役。
1914年4月1日退役。浮き監獄として使用された。1919年10月30日除籍。翌年オランダの解体業者へ1,100,000フランで売却され、同年6月にロッテルダムへ曳航されていく途中、嵐により転覆し沈没した。